# 21 Guns (bài hát)
"21 Guns" là một bài hát của ban nhạc rock Hoa Kỳ Green Day. Bài hát được phát hành như đĩa đơn thứ hai từ album phòng thu thứ tám của họ 21st Century Breakdown. Đĩa đơn được phát hành thông qua Reprise Records vào 25 tháng 5 năm 2009 dưới dạng tải kĩ thuật số và vào 14 tháng 7 dưới dạng CD Single. Bài hát đã đạt được một số thành công trên bảng xếp hạng Billboard Hot 100 khi đạt vị trí thứ 22, trở thành đĩa đơn có thứ hạng cao nhất của họ kể từ năm 2005
Bài hát đã nhận được đề cử cho Giải Grammy cho Trình diễn Song ca/ Nhóm nhạc Rock xuất sắc nhất và Giải Grammy cho Bài hát Rock hay nhất năm 2010. "21 Guns" đã bán được hơn 2 triệu bản trên toàn cầu kể từ tháng 2 năm 2011.

## Vị trí trên bảng xếp hạng
| Xếp hạng (2009)                         | Vị trí cao nhất |
| --------------------------------------- | --------------- |
| Australian Singles Chart                | 14              |
| Austrian Singles Chart                  | 10              |
| Belgian Singles Chart (Wallonia)        | 38              |
| Canadian Hot 100                        | 15              |
| Czech Singles Chart                     | 12              |
| Danish Singles Chart                    | 37              |
| Dutch Singles Chart                     | 21              |
| European Hot 100                        | 4               |
| Irish Singles Chart                     | 21              |
| Israeli Singles Chart                   | 3               |
| Italian Singles Chart                   | 15              |
| Japan Hot 100                           | 12              |
| New Zealand Singles Chart               | 3               |
| Polish Singles Chart                    | 1               |
| Spanish Airplay Chart                   | 17              |
| Swedish Singles Chart                   | 8               |
| Swiss Singles Chart                     | 13              |
| UK Singles Chart                        | 36              |
| US Billboard Hot 100                    | 22              |
| US Billboard Alternative Songs          | 3               |
| US Billboard Adult Pop Songs            | 9               |
| US Billboard Hot Mainstream Rock Tracks | 17              |
| US Billboard Rock Songs                 | 5               |
| US Billboard Pop Songs                  | 30              |
| German Singles Chart                    | 13              |

| Xếp hạng (2010)        | Vị trí cao nhất |
| ---------------------- | --------------- |
| Austrian Singles Chart | 10              |

### Xếp hạng cuối năm
| Xếp hạng năm (2009)       | Vị trí |
| ------------------------- | ------ |
| Australian Singles Chart  | 72     |
| Italian Singles Chart     | 75     |
| New Zealand Singles Chart | 38     |
| Swiss Singles Chart       | 60     |
| U.S. Billboard Hot 100    | 78     |